# We Will Not Be the Last of Our Kind

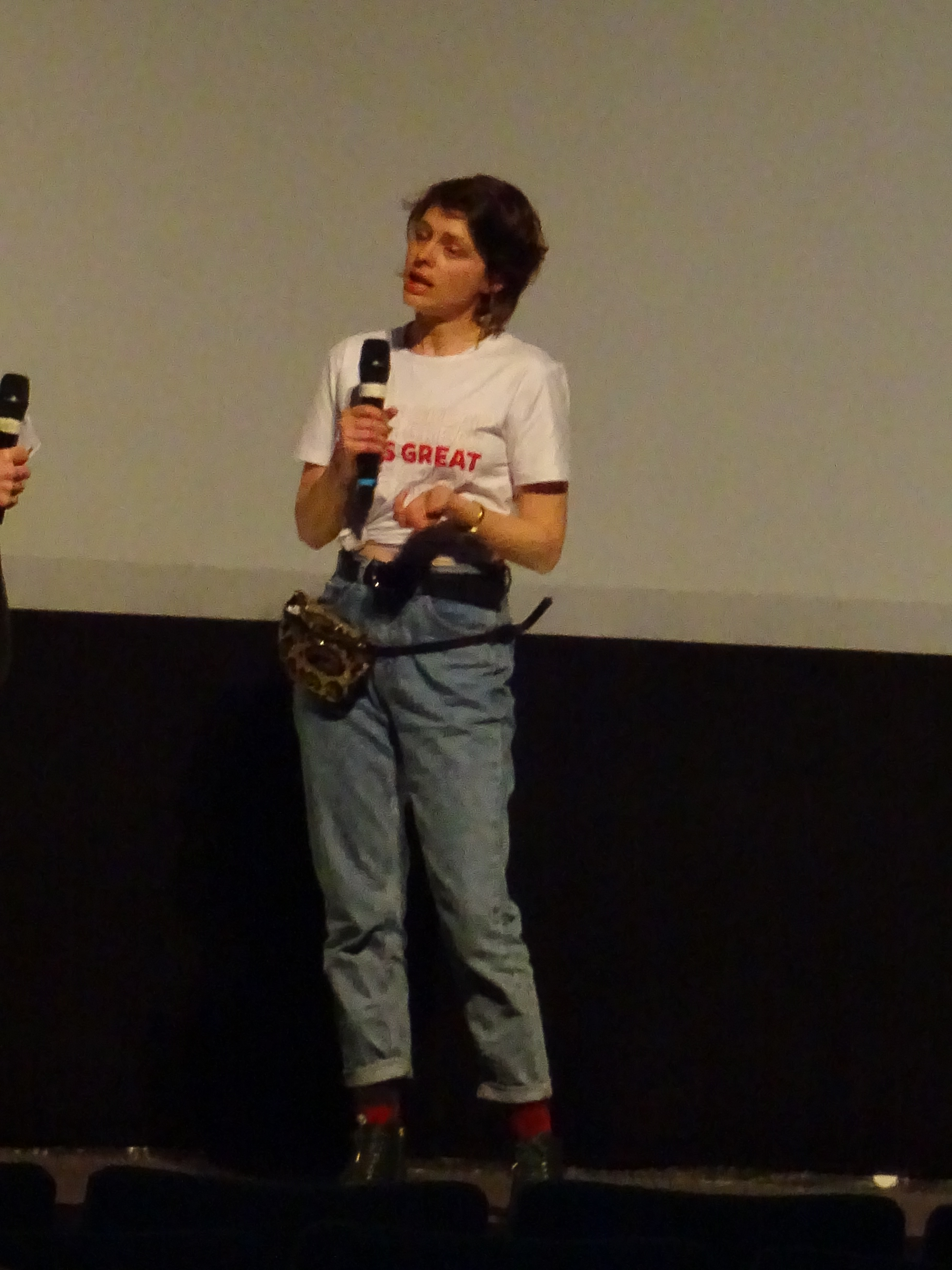
Mili Pecherer, 2020

We Will Not Be the Last of Our Kind ist ein französischer Computeranimationsfilm unter der Regie von Mili Pecherer aus dem Jahr 2024. Der Kurzfilm feierte im Februar 2024 auf der Berlinale seine internationale Premiere in der Sektion Berlinale Shorts.

## Handlung
Die Arche Noah gilt als Akt göttlicher Intervention. Doch in Pecherers Film geht es auch um die Suche nach Sinn, um Ökologie und den Dialog zwischen Mensch und Tier. Die Regisseurin und Drehbuchautorin fragt sich, ob die Arche Noah etwa nur ein Ort der Wiedereingliederung sei, an den Überlebende ohne Halt und Ziel gekommen seien. Sie wollen sich endlich nützlich fühlen, aber ihre einzige Aufgabe besteht nun im Stapeln von Steinen. In dieser Geschichte über Logistik und Bürokratie erhält der Mensch von der mittleren Führungsebene, die überwiegend aus Vögeln besteht, sinnlose Aufgaben. So spiegelt sich, was in der modernen Arbeitswelt keine Seltenheit ist. Könnte die Arche Noah daher nicht auch ein sorgfältig geplantes Programm zur beruflichen Reintegration gewesen sein? Der Kapitalismus wird hinterfragt.
Die Adaption der biblischen Geschichte ist in der Ich-Perspektive erzählt, sodass sich Pecherer in der Arche in der Gesellschaft von Ziegen, Kühen, Hühnern, Enten, einer stolzen Taube und vor allem einer rebellischen Krähe wiederfindet. Diese, eine Verwandte der Krähe aus Große Vögel, kleine Vögel von Pasolini, schreit die Besatzung der Arche an und lädt mit Worten des rumänischen Dichters Benjamin Fondane die Passagiere ein, einen Ausgang zu suchen.

## Produktion

### Filmstab
Regie führte Mili Pecherer, das Drehbuch stammt von Adrien Dupuis-Hepner und Mili Pecherer. Die Musik komponierte Beila Ungar, für den Filmschnitt war ebenfalls Mili Pecherer verantwortlich.

### Produktion und Förderungen
Der Film ist computergeneriert. Er wurde mit einer Spiel-Engine entwickelt und „sieht aus wie ein Point-and-Click-Adventure von 2005“.
Koproduzent war das Pariser Musée d’art et d’histoire du Judaïsme.

### Dreharbeiten und Veröffentlichung
We Will Not Be the Last of Our Kind wurde im Musée d’art et d’histoire du Judaïsme 2023 im Rahmen einer Ausstellung gezeigt.
Der Film ist der letzte von drei Kurzfilmen Pecherers, die die Erlebnisse der Regisseurin mit biblischen Geschichten zeigen. It Wasn’t the Right Mountain, Mohammad, einer der beiden Vorgängerfilme, wurde 2020 in der Reihe Berlinale Shorts gezeigt, Tsigele-Migele lief auch auf der Berlinale. Außerdem waren die Filme beim Festival d’Animation Annecy, dem Festival International du Film Documentaire Marseille (FIDMarseille) und bei der Pernod Ricard Foundation zu sehen.
We Will Not Be the Last of Our Kind feierte im Februar 2024 auf der Berlinale seine internationale Premiere in der Sektion Berlinale Shorts.

## Rezeption
Lida Bach vergab auf moviebreak.de nur drei von zehn möglichen Punkten. Sie sprach von einem „klerikalen Kurzfilm“, bezeichnete ihn als „verstaubt“ und nannte We Will Not Be the Last of Our Kind eine „plumpe Glaubenslitanei“. Fedor Tot äußerte auf journeyintocinema.com, der Film sei „für seinen brillianten Aufhänger unangenehm zahm“. Die Verbindung der Geschichte aus dem Buch Genesis zum Stumpfsinn der modernen Arbeitswelt sei eine „neuartige und geniale Idee“, werde aber nicht weiter verfolgt.

## Auszeichnungen und Nominierungen
- 2024: Internationale Filmfestspiele Berlin